# Microbisium congicum
Microbisium congicum är en spindeldjursart som beskrevs av Beier 1955. Microbisium congicum ingår i släktet Microbisium och familjen helplåtklokrypare. Inga underarter finns listade i Catalogue of Life.